# Futures at Fenway
O “Futures at Fenway” é um evento anual de beisebol realizado no Fenway Park, em Boston. Reúne duas equipes da Minor League Baseball (MiLB) afilhadas do Boston Red Sox, cada qual disputando, numa rodada dupla, um jogo de temporada regular.
Ideia do prefeito de Boston, Thomas Menino, acredita-se que a edição inaugural de 2006 foi a primeira partida de ligas menores jogada no Fenway desde 1977, quando o estádio recebeu o Jogo das Estrelas da Eastern League, e a primeira de temporada regular desde 1968.
Torcedores com ingressos do Red Sox têm entrada garantida em ambas as partidas, com o primeiro jogo começando aproximadamente uma hora após o fim do primeiro. O evento é notável não apenas por contar com quatro equipes diferentes jogando no mesmo estádio no mesmo dia, mas porque os jogos são de duas ligas e dois níveis da MiLB diferentes. A data é coincidida com uma série fora de casa do Red Sox, liberando o Fenway para as partidas. Ademais, os preços dos ingressos são bem reduzidos em comparação aos jogos do Red Sox na Major League Baseball.
Até hoje, todas as seis partidas das séries resultaram em vitória da equipe da casa (a afilhada do Red Sox).

## 2006

### Jogo 1
26 de agosto
| Equipe          | 1 | 2 | 3 | 4 | 5 | 6 | 7 | 8 | 9 | R | H  | E |
| --------------- | - | - | - | - | - | - | - | - | - | - | -- | - |
| Oneonta Tigers  | 1 | 0 | 0 | 0 | 0 | 0 | 0 | 0 | 0 | 1 | 7  | 0 |
| Lowell Spinners | 0 | 0 | 0 | 3 | 0 | 0 | 0 | 0 | X | 3 | 12 | 3 |

V: Justin Masterson (2-1)  D: Thomas Thornton (1-3)  S: Josh Papelbon (10)  

### Jogo 2
26 de agosto
| Equipe              | 1 | 2 | 3 | 4 | 5 | 6 | 7 | 8 | 9 | R | H  | E |
| ------------------- | - | - | - | - | - | - | - | - | - | - | -- | - |
| Rochester Red Wings | 0 | 0 | 0 | 0 | 2 | 0 | 1 | 1 | 0 | 4 | 11 | 0 |
| Pawtucket Red Sox   | 0 | 0 | 0 | 1 | 0 | 2 | 0 | 2 | X | 5 | 11 | 2 |

V: Craig Breslow (7-1)  D: Beau Kemp (7-4)  S: Jermaine Van Buren (15)  
HRs:  ROC – Kevin West (11)  PAW – Carlos Peña (23)

## 2007

### Jogo 1
11 de agosto
| Equipe                  | 1 | 2 | 3 | 4 | 5 | 6 | 7 | 8 | 9 | R | H | E |
| ----------------------- | - | - | - | - | - | - | - | - | - | - | - | - |
| Hudson Valley Renegades | 1 | 0 | 0 | 0 | 0 | 0 | 0 | 0 | 0 | 1 | 6 | 1 |
| Lowell Spinners         | 0 | 0 | 0 | 0 | 0 | 0 | 0 | 1 | 1 | 2 | 7 | 2 |

V: Adam Mills (3-1)  D: Robert Della Grotta (0-2)  

### Jogo 2
11 de agosto
| Equipe              | 1 | 2 | 3 | 4 | 5 | 6 | 7 | 8 | 9 | R  | H  | E |
| ------------------- | - | - | - | - | - | - | - | - | - | -- | -- | - |
| Harrisburg Senators | 3 | 2 | 0 | 3 | 0 | 0 | 0 | 1 | 2 | 11 | 14 | 1 |
| Portland Sea Dogs   | 3 | 0 | 0 | 0 | 0 | 5 | 0 | 1 | 3 | 12 | 10 | 3 |

V: Michael James (1-3)  D: Alex Morales (1-2)  
HRs:  HAR – Steve Mortimer (8), Tony Blanco (7)  POR – Andrew Pinckney (9)

## 2008

### Jogo 1
9 de agosto
| Equipe                  | 1 | 2 | 3 | 4 | 5 | 6 | 7 | 8 | 9 | 10 | 11 | 12 | R | H  | E |
| ----------------------- | - | - | - | - | - | - | - | - | - | -- | -- | -- | - | -- | - |
| Hudson Valley Renegades | 1 | 0 | 1 | 0 | 0 | 0 | 0 | 0 | 1 | 0  | 0  | 0  | 3 | 7  | 3 |
| Lowell Spinners         | 1 | 0 | 2 | 0 | 0 | 0 | 0 | 0 | 0 | 0  | 0  | 1  | 4 | 12 | 1 |

V: Dennis Neuman (1-0)  D: Robert Della Grotta (2-1)  
HRs:  HUD – Anthony Scelfo (3)

### Jogo 2
9 de agosto
| Equipe            | 1 | 2 | 3 | 4 | 5 | 6 | 7 | 8 | 9 | R | H | E |
| ----------------- | - | - | - | - | - | - | - | - | - | - | - | - |
| Charlotte Knights | 0 | 1 | 0 | 0 | 0 | 0 | 1 | 0 | 0 | 2 | 6 | 0 |
| Pawtucket Red Sox | 1 | 0 | 1 | 3 | 0 | 0 | 0 | 0 | X | 5 | 9 | 1 |

V: David Pauley (13-4)  D: Charlie Haeger (9-11)  S: Chris Smith (14)  
HRs:  PAW – Joe Thurston (9)